# Jakub Paur
Jakub Paur (* 4. července 1992, Višňové, Československo) je slovenský fotbalový záložník a bývalý mládežnický reprezentant, od roku 2016 působící v A-týmu AS Trenčín. Jeho fotbalovým vzorem je fenomenální francouzský fotbalista s alžírskými kořeny Zinédine Zidane.

## Klubová kariéra
Svoji fotbalovou kariéru začal v MŠK Žilina, v letech 2011–2012 hostoval v FC ViOn Zlaté Moravce.
V domácí odvetě druhého předkola Evropské ligy 2013/14 25. července 2013 otevřel hlavou skóre proti hostujícímu slovinskému celku NK Olimpija Ljubljana a následně přidal i druhý gól (opět hlavou). Na obě branky mu přihrál Róbert Pich. Tým MŠK Žilina vyhrál 2:0 a postoupil do 3. předkola, neboť v první zápase v Lublani vstřelil gól (porážka 1:3).

V únoru 2015 pocítil na zimním soustředění v Turecku problémy se srdcem, kvůli kterým musel podstoupit operační zákrok.
V srpnu 2016 přestoupil ze Žiliny do jiného prvoligového slovenského týmu AS Trenčín, opačným směrem putoval Jakub Holúbek. Podepsal tříletý kontrakt. Přišel jako náhrada za Matúše Bera, jenž přestoupil z AS Trenčín do tureckého Trabzonsporu.

## Reprezentační kariéra
S týmem U21 vyhrál v září 2014 3. kvalifikační základní skupinu (zisk 17 bodů) před druhým Nizozemskem (16 bodů), což znamenalo účast v baráži o Mistrovství Evropy hráčů do 21 let 2015 v České republice.